# Court-circuit
Pour les articles homonymes, voir Court-circuit (homonymie).
 (avril 2012).
Si vous disposez d'ouvrages ou d'articles de référence ou si vous connaissez des sites web de qualité traitant du thème abordé ici, merci de compléter l'article en donnant les références utiles à sa vérifiabilité et en les liant à la section « Notes et références ».

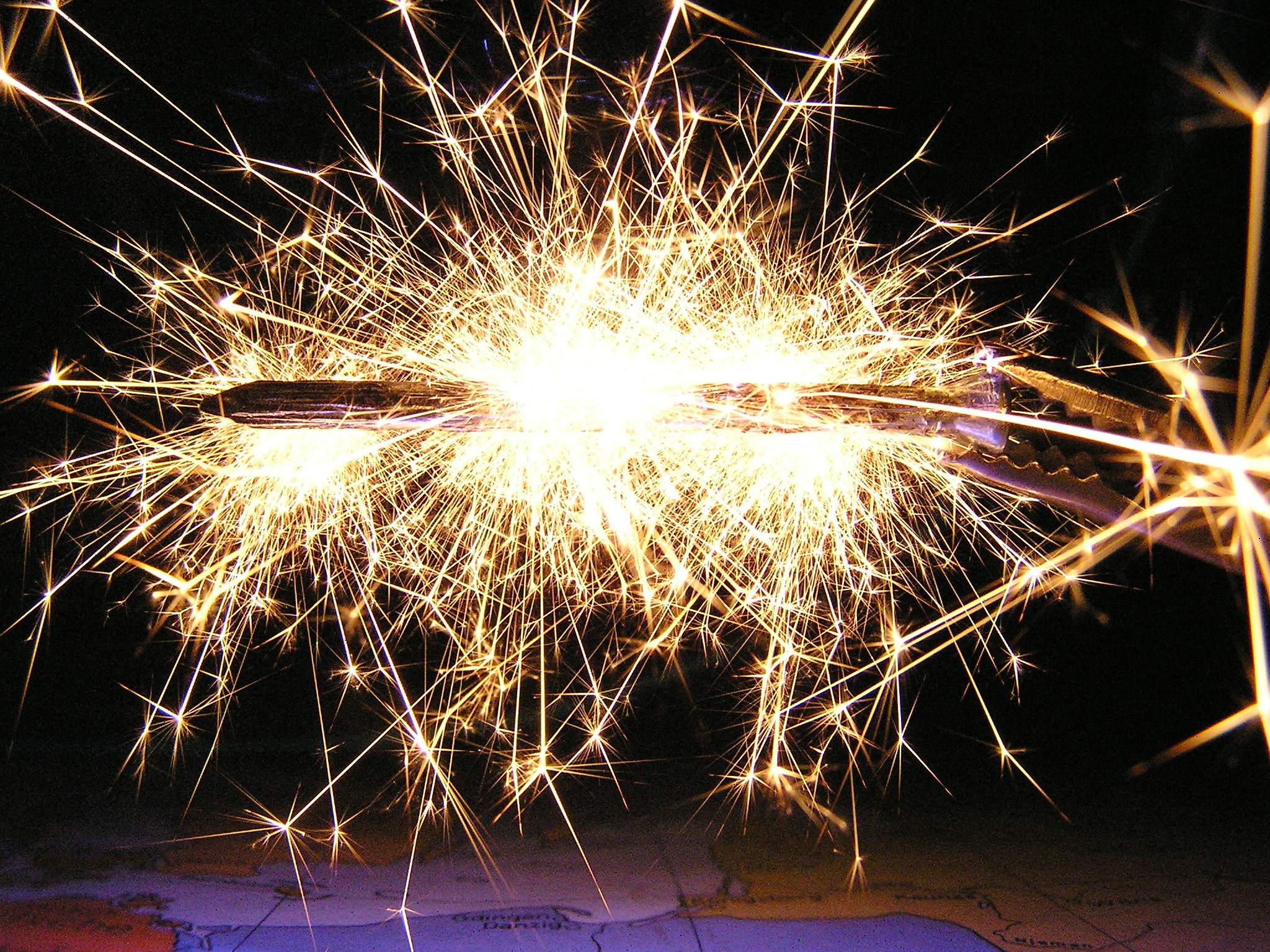
Court-circuit en très basse tension (12 V/20 A)

Un court-circuit est la mise en connexion volontaire ou accidentelle de deux points (ou plus) d’un circuit électrique entre lesquels il y a une différence de potentiel, par un conducteur de faible résistance. Il donne naissance à un courant de court-circuit et, généralement, à une élévation de la température des conducteurs.

## Électrotechnique
Sur un réseau de distribution électrique, les courts-circuits peuvent être classés :
Selon leur durée
- auto-extincteur, si le défaut disparaît de lui-même en un temps très court, sans provoquer de déclenchement des organes de protection (fusible ou disjoncteur),
- fugitif, si le défaut ne disparaît qu'après une ou plusieurs coupures brèves du réseau d'alimentation sans nécessiter d'intervention,
- semi-permanent, si le défaut ne disparaît qu'après une ou plusieurs coupures longues du réseau d'alimentation (quelques dizaines de secondes) sans nécessiter d'intervention,
- permanent, si le défaut provoque un déclenchement définitif et nécessite l'intervention du personnel pour la reprise du service ;

Selon leur origine
- mécanique (rupture de conducteurs, liaison électrique établie entre deux conducteurs par un mauvais câblage, un outil oublié, une branche ou un animal, par exemple),
- surtension électrique d'origine interne (surtension de manœuvre) ou atmosphérique (foudre),
- dégradation de l'isolement consécutive à la chaleur, à l'humidité, au vieillissement ou à une atmosphère corrosive ;

Selon leur localisation
- interne ou externe à une machine, sur une ligne aérienne ou souterraine ;

Selon la nature de la connexion
- court-circuit franc lorsque deux points mis en court-circuit se touchent directement,
- court-circuit impédant lorsque les deux points mis en court-circuit sont reliés par un milieu impédant (un arbre par exemple).

Outre ces caractéristiques, on distingue sur un réseau triphasé les courts-circuits :
- monophasés (80 % des cas [3]), où une phase et le neutre ou la terre sont reliés ensemble ;
- biphasés (15 % des cas[3]), où deux phases sont raccordées ensemble ;
- triphasés (5 % des cas[3]), où les trois phases sont reliées ensemble ;
- biphasés-terre (ou bi-terre), où deux phases et la terre sont reliées ensemble[réf. nécessaire].

Si un court-circuit se produit sur une ligne non protégée par un disjoncteur, ou bien s'il est éliminé trop lentement, il peut y avoir des conséquences liées à l'échauffement rapide des conducteurs, telles que fonte des isolants synthétiques, départ de feu, destruction des matériels électriques et téléphoniques. Il est donc indispensable de se prémunir contre de tels incidents[Comment ?].

### Courts circuits volontaires
Les courts circuits sont très utiles pour les électrotechniciens pour faire des essais sur des machines électriques ou des transformateurs par exemple[réf. nécessaire]
Les courts circuits dans le cadre de ces essais sont réalisés par des spécialistes sensibilisés au risque électrique, et sont a priori sans danger pour un utilisateur averti (techniciens, techniciens supérieurs, ingénieurs...), ni pour les dispositifs électriques subissant les essais. Le point principal est de ne pas dépasser les valeurs nominales ou maximales de courant spécifiées par le constructeur.

## Théorie
Les défauts des systèmes triphasés sont regroupés en deux catégories : symétriques et dissymétriques.
Un défaut symétrique affecte de manière égale les trois phases. Ce sont les défauts triphasés. Ainsi le calcul du courant de défaut est relativement simple car il utilise le schéma unifilaire du réseau. Dans la théorie du calcul des courants de défaut, ce courant se décompose en trois composantes :
- un courant subtransitoire, le premier à apparaitre, qui est aussi le plus fort ;
- un courant transitoire, apparaissant entre le régime subtransitoire et le régime permanent ;
- un courant permanent.

Un défaut dissymétrique apporte un déséquilibre entre les phases. Ce sont les défauts les plus fréquents. Le calcul du courant de défaut fait appel aux composantes symétriques de la transformation de Fortescue.

### Physique
Mettre en court-circuit une source de tension revient à imposer un courant infini sur un câble électrique ou un dispositif. Ce qui va générer une très forte chaleur et une destruction du dispositif concerné.

#### Justification
D'après la loi d'Ohm, en courant continu, on a :
{\displaystyle U=RI}
Avec
- {\displaystyle U} la tension
- {\displaystyle R} la résistance concernée
- {\displaystyle I} le courant traversant la résistance.

On peut réécrire l'équation comme
{\displaystyle {\frac {U}{R}}=I}
pour {\displaystyle R>0}.
Pour une tension donnée, plus la résistance est faible (un fil électrique en cuivre par exemple) et plus le courant est élevé. Ce qui mathématiquement s'écrit :
{\displaystyle \lim _{R\rightarrow 0}{\frac {U}{R}}=I=\infty }.
En pratique une résistance nulle n'existe que dans les cas de matériaux supraconducteurs, sinon l'effet Joule du câble se manifeste, selon l'équation :
{\displaystyle P=RI^{2}=UI}.
Si {\displaystyle I} est très grand et {\displaystyle U>0}.
L'effet Joule que le câble doit dissiper (donc la chaleur à dissiper) est trop grand par rapport à la dissipation thermique du câble et le fil fond voire se sublime. De même, les autres dispositifs électriques fondent ou se subliment ne pouvant dissiper autant d'énergie.